# Plauditus bimaculatus
Plauditus bimaculatus är en dagsländeart som först beskrevs av Berner 1946.  Plauditus bimaculatus ingår i släktet Plauditus och familjen ådagsländor. Inga underarter finns listade i Catalogue of Life.